# Galapagostreurduif
De Galapagostreurduif (Zenaida galapagoensis) is een vogel uit de familie Columbidae (duiven en tortels). 

## Verspreiding en leefgebied
Deze soort is endemisch op de Galapagoseilanden en telt twee ondersoorten:
- Z. g. galapagoensis: de Galapagoseilanden, uitgezonderd Culpepper en Wenman.
- Z. g. exsul: Culpepper en Wenman.